# Delegación del Gobierno en Extremadura
La Delegación del Gobierno en Extremadura es el órgano de la Administración Periférica del Estado, que representa al Gobierno de España en la Comunidad Autónoma de Extremadura.
Su sede se encuentra en la ciudad de Badajoz, que también es sede de su respectiva subdelegación provincial.

## Delegados del Gobierno en Extremadura

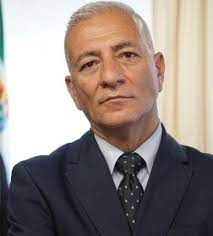
Francisco Mendoza Sánchez, Delegado del Gobierno en Extremadura.

El organismo está dirigido por un delegado, nombrado por el Gobierno, cuyas funciones, según el artículo 154 de la Constitución española, son las de dirigir la Administración del Estado en el territorio de la Comunidad Autónoma y la coordinará, cuando proceda, con la administración propia de la Comunidad.
Han sido delegados del Gobierno en Extremadura:
- Francisco Alejandro Mendoza Sánchez (2022-actualidad)
- Yolanda García Seco (2018-2022)
- Cristina Herrera Santa-Cecilia (2015-2018)[1]
- Germán López Iglesias (2012-2015)
- Alejandro Ramírez del Molino Morán (2012)
- Carmen Pereira Santana (2004-2012)
- Óscar Baselga Laucirica (1996-2004)
- Alicia Izaguirre Albiztur (1993-1996)
- Ángel Olivares Ramírez (1990-1993)
- Juan Ramírez Piqueras (1984-1990)

## Sede
La sede de la Delegación del Gobierno de España en la Comunidad Autónoma de Extremadura (nombre oficial) se encuentra en la ciudad de Badajoz, debido a los vínculos históricos como capital de la antigua Provincia de Extremadura, y de la región extremeña hasta 1983, conservando así su relevancia en la región. Badajoz es la ciudad más poblada de dicha comunidad, así como centro económico de la misma.

## Subdelegaciones del Gobierno en Extremadura
El organismo está dirigido por el subdelegado del Gobierno, dependiente orgánicamente del delegado del Gobierno. La Delegación del Gobierno cuenta, a su vez, con dos subdelegaciones provinciales, con sede en sus respectivas capitales provinciales: una en la provincia de Badajoz (con sede también en la ciudad de Badajoz) y otra en la provincia de Cáceres (con sede en la ciudad de Cáceres).

### Subdelegación del Gobierno en Badajoz
La Subdelegación del Gobierno en Badajoz es el organismo de la Administración Pública de España, dependiente de la Secretaría de Estado de Administraciones Públicas, perteneciente al Ministerio de Hacienda y Administraciones Públicas, encargado de ejercer la representación del Gobierno de España en la provincia de Badajoz. Comparte la misma sede con la Delegación del Gobierno en Extremadura. El actual subdelegado del Gobierno de España en la provincia de Badajoz es María Isabel Cortes Gordillo.

### Subdelegación del Gobierno en Cáceres
La Subdelegación del Gobierno en Cáceres es el organismo de la Administración Pública de España, dependiente de la Secretaría de Estado de Administraciones Públicas, perteneciente al Ministerio de Hacienda y Administraciones Públicas, encargado de ejercer la representación del Gobierno de España en la provincia de Cáceres. El actual subdelegado del Gobierno de España en la provincia de Cáceres es José Antonio García Muñoz.